# 钝额曲毛蟹
钝额曲毛蟹（学名：Composcia retusa）为蜘蛛蟹科曲毛蟹属的动物。分布于日本、查戈斯群岛、毛里求斯、东非、广泛分部于印度洋、太平洋的暖水区以及中国大陆的广东等地，生活环境为海水，一般栖息于水深10-30米的岩石及水草底。